# Szymon Syruć
Szymon Syruć (Siruć) herbu Doliwa (ur. 1698, zm. 19 kwietnia 1774) – kasztelan witebski w latach 1752–1774, marszałek Trybunału Głównego Wielkiego Księstwa Litewskiego w 1752 roku, miecznik wielki litewski w latach 1750–1752, podstarości kowieński w latach 1729–1736, oboźny kowieński w 1727 roku, starosta kowieński w latach 1742–1765, pułkownik powiatu kowieńskiego w 1733 roku.

## Życiorys
Syn Józefa Kazimierza i Barbary Zabiełło h. Topór. W 1749 poślubił Petronellę Scholastykę z Wołodkowiczów h. Radwan, wdowę po Józefie Niemirowiczu-Szczytcie herbu Jastrzębiec, kasztelanie mścisławskim.
Poseł powiatu kowieńskiego na sejm 1730 roku, sejm 1732 roku i sejm nadzwyczajny 1733 roku. Był członkiem konfederacji generalnej zawiązanej 27 kwietnia 1733 roku na sejmie konwokacyjnym. Jako deputat i poseł na sejm elekcyjny z powiatu kowieńskiego podpisał pacta conventa Stanisława Leszczyńskiego w 1733 roku. Poseł powiatu kowieńskiego na sejm 1746 roku. Poseł inflancki na sejm 1748 roku z województwa inflanckiego. Był posłem na sejm nadzwyczajny 1750 roku z powiatu kowieńskiego. Był elektorem Stanisława Augusta Poniatowskiego w 1764 roku, jako delegowany od Rzeczypospolitej podpisał jego pacta conventa.
W 1761 odznaczony Orderem Orła Białego, w 1757 został kawalerem Orderu św. Aleksandra Newskiego.